# Campionati europei di ciclismo su strada 2020 - Cronometro femminile Under-23
La cronometro femminile Under-23 dei Campionati europei di ciclismo su strada 2020, ventiquattresima edizione della prova, si disputò il 24 agosto 2020 su un percorso di 25,6 km con partenza ed arrivo a Plouay, in Francia. La medaglia d'oro fu appannaggio della tedesca Hannah Ludwig, la quale completò il percorso con il tempo di 35'53"29, alla media di 42,80 km/h; l'argento andò all'altra tedesca Franziska Koch e il bronzo alla polacca Marta Jaskulska.
Partenza con 21 cicliste, delle quali tutte portarono a termine la competizione.

## Ordine d'arrivo (Top 10)
| Pos. | Corridore        | Squadra     | Tempo    |
| ---- | ---------------- | ----------- | -------- |
| 1    | Hannah Ludwig    | Germania    | 35'53"29 |
| 2    | Franziska Koch   | Germania    | a 25"    |
| 3    | Marta Jaskulska  | Polonia     | a 1'19"  |
| 4    | Elena Pirrone    | Italia      | a 1'22"  |
| 5    | Shari Bossuyt    | Belgio      | a 1'35"  |
| 6    | Maaike Boogaard  | Paesi Bassi | s.t.     |
| 7    | Karlijn Swinkels | Paesi Bassi | a 1'47"  |
| 8    | Yuliia Biriukova | Ucraina     | a 1'52"  |
| 9    | Wilma Olausson   | Svezia      | a 1'58"  |
| 10   | Celia Le Mouël   | Francia     | a 2'00"  |